# Friedrich Diedrich
Friedrich Diedrich (* 5. Oktober 1935 in Hannover; † 7. Oktober 2015) war ein deutscher römisch-katholischer Theologe und Alttestamentler.

## Leben
Friedrich Diedrich empfing am 26. Juli 1962 die Priesterweihe. Er studierte Philosophie und Katholische Theologie in Paderborn, Innsbruck und Bonn. Ab 1972 Assistent bei Lothar Ruppert an der Ruhr-Universität Bochum, wurde er im Fach Altes Testament zum Dr. theol. promoviert. Im gleichen Fach habilitierte er sich 1985 und war Privatdozent an der Albert-Ludwigs-Universität Freiburg.
Er hatte bis 1985 die Lehrstuhlvertretung und anschließend die ordentliche Professur für „Biblische Theologie – Altes Testament“ an der Universität Osnabrück inne. Ab dem 1. Mai 1988 war er Ordinarius für Alttestamentliche Wissenschaft an der Theologischen Fakultät der Katholischen Universität Eichstätt-Ingolstadt. Diedrich war von 1993 bis 1995 und von 1997 bis 1999 Dekan der Theologischen Fakultät. Am 1. April 2001 wurde er emeritiert.
Diedrich war seit dem 15. Januar 1957 Mitglied der K.D.St.V. Guestfalo-Silesia Paderborn im CV, später auch der AV Austria Innsbruck (1958), der KDStV Ripuaria Bonn (1967), der AV Silesia Bochum (1969) der KDStV Alcimonia Eichstätt (1990) und der AV Salia-Silesia Gleiwitz sowie der Studentischen Verbindung Assindia zu Essen. 1969 war er Gründungsmitglied der AV Rupert Mayer an der Philosophisch-Theologischen Hochschule St. Georgen in Frankfurt am Main. Er war von 1995 bis 2005 im CV-Seelsorgeamt sowie langjähriger Präses der Academia-Redaktion.
Er lebte in Gelsenkirchen-Buer.

## Schriften
- Die Anspielungen auf die Jakob-Tradition in Hosea 12,1-13,3. Ein literaturwissenschaftlicher Beitrag zur Exegese früher Prophetentexte (= Forschung zur Bibel. Bd. 21). Echter, Würzburg 1977 (Dissertation, Universität Bochum, 1975).
- hrsg. mit Bernd Willmes: Studien zur Botschaft der Propheten., Festschrift für Lothar Ruppert zum 65. Geburtstag (= Forschung zur Bibel. Bd. 88). Echter, Würzburg 1998, ISBN 3-429-02013-1.